# ترافيس فولتون
ترافيس فولتون (بالإنجليزية: Travis Fulton)‏ (29 مايو 1977 بواترلو في الولايات المتحدة - 10 يوليو 2021) هو ملاكم كيك بوكسينغ وفنان قتال مختلط ولاعب كاراتيه وملاكم أمريكي، صنّف ضمن فئة وزن ثقيل.

## روابط خارجية
- ترافيس فولتون على موقع IMDb (الإنجليزية)
- ترافيس فولتون على موقع قاعدة بيانات الفيلم (الإنجليزية)
- ترافيس فولتون على موقع بوكس ريك (الإنجليزية) (registration required)
- ترافيس فولتون على موقع يو إف سي (الإنجليزية)
- ترافيس فولتون على موقع شيردوغ (الإنجليزية)